# جبل النقاب
جبل النَقَاب جبل يقع بولاية توزر من الجنوب الغربي التونسي، جنوب غرب مدينة الرديف وجنوب شرق مدينة تمغزة وشمال شرق قرية الشبيكة. يبلغ ارتفاعه 907 م.